# Навас-де-Сан-Антоніо
Навас-де-Сан-Антоніо (ісп. Navas de San Antonio) — муніципалітет в Іспанії, у складі автономної спільноти Кастилія-і-Леон, у провінції Сеговія. Населення — 426 осіб (2010).
Муніципалітет розташований на відстані близько 65 км на північний захід від Мадрида, 26 км на південний захід від Сеговії.

## Демографія
Динаміка населення (INE ):